# Rötliche Herbsteule
Die Rötliche Herbsteule (Agrochola helvola) oder Weiden-Herbsteule ist ein Schmetterling (Nachtfalter) aus der Familie der Eulenfalter (Noctuidae).

## Merkmale

### Falter
Die Flügelspannweite der Falter beträgt 34 bis 45 Millimeter. Das Farbspektrum der Vorderflügel ist sehr groß und weist rötlichbraune, grüngraue, ockergelbe oder rote Tönungen auf.  Die Nierenmakel heben sich kaum von der Grundfärbung ab und sind unten grau oder braun gefüllt, Ringmakel sind undeutlich, Zapfenmakel nicht zu erkennen. Besonders markant ist das bandförmige, leicht verdunkelte Feld zwischen Wellenlinie und äußerer Querlinie. Zusätzlich heben sich an der Wellenlinie dunkle Punkte ab. Die graubraunen Hinterflügel schimmern am Rand hell rötlichgelb.

### Ei, Raupe, Puppe
Das Ei ist zunächst rötlichgelb und verfärbt sich vor dem Schlüpfen in einen rötlichhellbraunen Farbton und zeigt weiße Flecke und einen gelblichen Eiboden. Die Raupen sind gelbbraun oder rotbraun gefärbt, besitzen dünne, weiße Rücken- und Nebenrückenlinien, breite, weiße, scharf begrenzte Seitenstreifen sowie weißliche Punktwarzen. Die Puppe hat zwei feine Borsten am Kremaster.

### Ähnliche Arten
- Eine gewisse Ähnlichkeit besteht zur Rötlichgelben Herbsteule (Agrochola circellaris), die aber meist mehr ins Gelbliche tendierende Farbtönungen und weniger markant gezeichnete Vorderflügel aufweist. Die Nierenmakel sind unten schwarz gefüllt, die Wellenlinie ist innen rotbraun gezeichnet und die Hinterflügel sind am Innenrand ockergelb sowie weiter außen graubraun gefärbt.
- Weitere Ähnlichkeiten bestehen zu anderen Arten der Gattung Agrochola, z. B. zur Gelbbraunen Herbsteule.

## Verbreitung und Lebensraum
Das Vorkommen der Art erstreckt sich über nahezu ganz Europa, nördlich bis Schottland und Fennoskandinavien bis jenseits des Polarkreises, südlich bis Spanien, Sizilien (sie fehlt jedoch auf Sardinien), Griechenland sowie weiter über Vorder- und Mittelasien bis zur Mitte Sibiriens. Im Gebirge kommt sie bis auf über 1400 Meter Höhe vor. Die Rötliche Herbsteule ist in den verschiedensten sowohl trockenen als auch feuchten Lebensräumen wie Buschwäldern, Berg- und Wiesentälern, Heidelbeerheiden oder Parklandschaften sowie in Ufergebieten und Feuchtwiesen anzutreffen.

## Lebensweise
Die Falter zählen zu den nachtaktiven Tieren. Sie sind meist spärlich an künstlichen Lichtquellen zu finden, erscheinen aber regelmäßig und teilweise in großer Anzahl an Ködern. Hauptflugzeit sind die Monate September und Oktober. Die Raupen leben überwiegend im Mai und Juni. Sie ernähren sich von den Blättern einer Vielzahl von Pflanzen, beispielsweise von
- Weiden (Salix),
- Eichen (Quercus),
- Hasel (Corylus),
- Schlehdorn (Prunus spinosa),
- Echten Brombeeren (Rubus fruticosus),
- Himbeeren (Rubus idaeus),
- Heidelbeeren (Vaccinium myrtillus)

und anderen. Vor der Verpuppung in einer festen Erdhöhle liegen sie wochenlang als Praepupa im Kokon. Die Art überwintert als Ei.

## Gefährdung
Die Rötliche Herbsteule ist in Deutschland weit verbreitet und gebietsweise zahlreich anzutreffen, so dass sie auf der Roten Liste gefährdeter Arten als nicht gefährdet eingestuft wird.